# 渋谷よしもと漫才劇場
渋谷よしもと漫才劇場（しぶやよしもとまんざいげきじょう）とは、東京都渋谷区宇田川町にある吉本興業のホール。東急不動産が所有する商業施設「BEAM」の地下1階に入居している。
2006年3月から2025年3月まではヨシモト∞ホールとして運営されていた。

## 概要
- 所在地：東京都渋谷区宇田川町31-2 渋谷ビームB1F
- 最寄駅：渋谷駅
- 2025年4月5日、渋谷よしもと漫才劇場としてオープン[1]。よしもと漫才劇場（大阪難波）、森ノ宮よしもと漫才劇場、神保町よしもと漫才劇場に続く4館目のよしもと漫才劇場となった。
- 前述のとおり2025年3月まではヨシモト∞ホールとして運営されていたが、それ以前は、ライブハウス・ビームホール[2]や、メダルゲーム店舗のインティ渋谷[3]があった場所である。
- ∞ホール時代とは異なり、本劇場と神保町よしもと漫才劇場は所属メンバーが共通となる。大阪の漫才劇場と同様、極メンバー（芸歴8年目以上）、翔メンバー（芸歴7年目以下）の2つに分かれる[4]。

## 劇場の特徴

### 座席構成
- 席数は1階218席。A列からH列まである。
- B列からステージまでは2メートル - 3メートルほどなので至近距離で芸人の姿を見ることができる。
- 客席は半円状で多少急な角度になっている。
- 車椅子で利用する場合は、立ち見席後ろのドアから出入りする。
- G列とH列の間に歩行通路がある。
- H列の後ろには立見用のスペースがある。通行の邪魔をしなければ座っても良い。
- 座席の一番後ろには扉が2つあり、そこから観客を退場するように誘導することがある。

### ロビー

#### 受付
- 事前応募や当日券を受け付けるコーナーがある。差し入れなどの受付は行っていない。
- 通常はスタッフが男女1名ずつ若しくは女性2名の2人体制となっている。

#### グッズショップ
- ロビーにはグッズ売り場があり、芸人グッズやオリジナルグッズが販売されている。

### 昇降施設

#### 螺旋階段
- 受付へは地上から螺旋階段で降りていく。螺旋階段は地上から2階以上に行けるように続いているが、実際には殆ど使われない。
- 非常階段のように外からむき出しの形となるため、豪雨・豪雪には不向きなところがある。
- 手すりがなく、階段もコンクリートで出来ているため転倒すると危険。雨が入るとすべりやすくなる。

#### 室内階段
- 受付から客席へは1フロア分の階段を上がる。

#### エレベーター
- 観客用のエレベーターは設置されていない。

## 所属芸人
所属メンバーは神保町よしもと漫才劇場と共通である。